# 北 (南卡罗来纳州)
北（英文：North），是美国南卡罗来纳州下属的一座城市。城市类型是“Town”。其面积大约为5.19平方英里（13.43平方公里）。根据2010年美国人口普查，该市有人口754人，人口密度约为每平方 英里145.36人（约合每平方公里56.13人）。